# Maastunnel

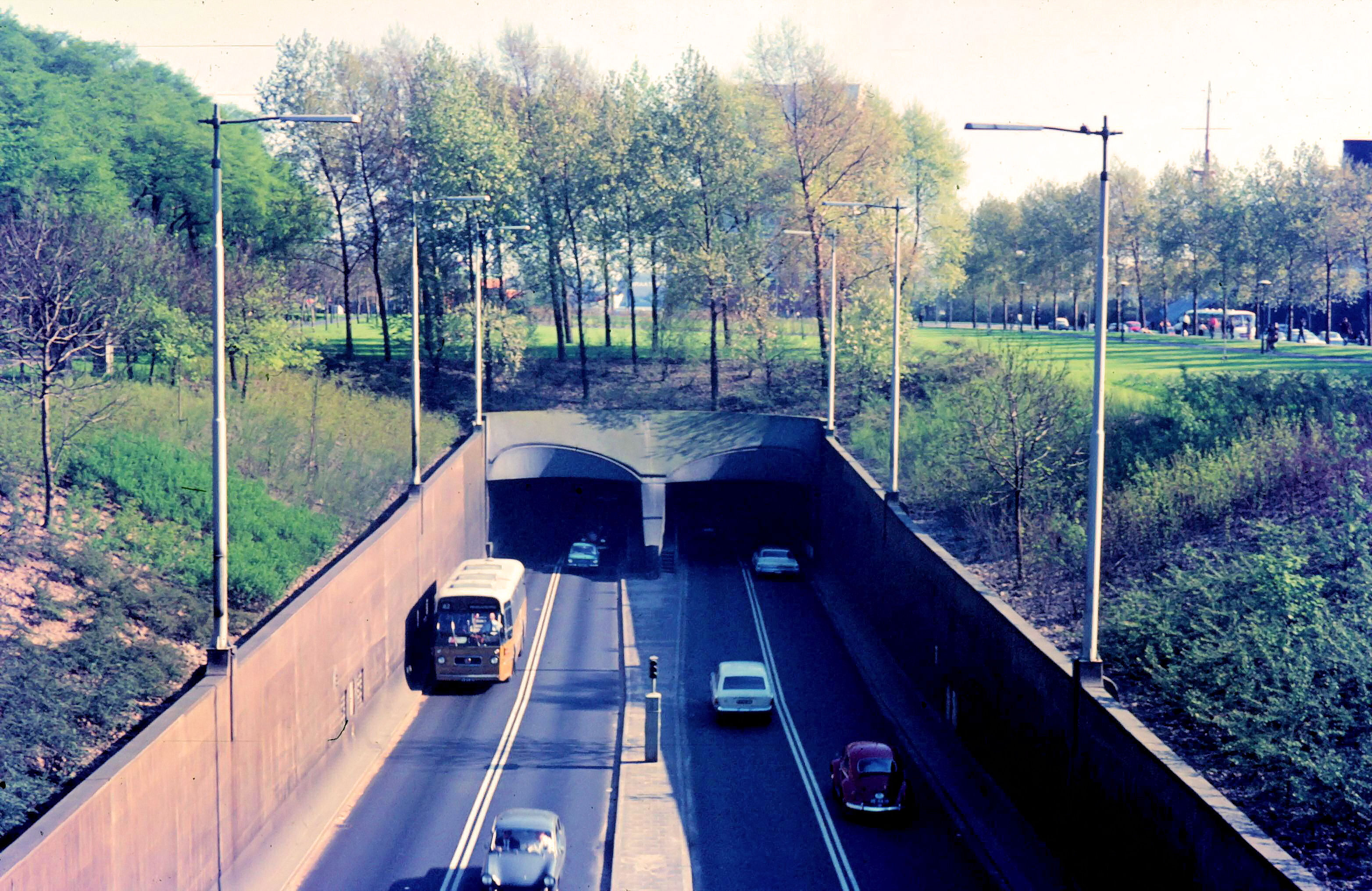
Rotterdam, Maastunnel noordzijde, 1966

De Maastunnel is de oudste afgezonken tunnel van Nederland. Hij verbindt in Rotterdam de oevers van de Nieuwe Maas met elkaar. De tunnel omvat vier buizen: twee voor auto's, een voor fietsers en een voor voetgangers. De bouw ging in 1937 van start en was in 1942 voltooid.
Dagelijks maken ruim 75.000 motorvoertuigen en rond de 7000 fietsers en bromfietsers naast 150 voetgangers gebruik van deze tunnel. Daarmee vormt de Maastunnel een belangrijke schakel in het Rotterdamse wegennet. Er geldt voor het snelverkeer een snelheidslimiet van 50 km/h. 
Voor gemotoriseerd verkeer is de Maastunnel 4,00 meter hoog. Vanaf 4 maart 2025 is de toegelaten hoogte maximaal 3,90 meter. De voorliggende viaducten in de tunneltraverse, onder het Maastunnelplein en het Droogleever Fortuynplein, zijn 3,60 meter hoog. Het komt regelmatig voor dat te hoge vrachtwagens zich onder deze viaducten vastrijden.
De architecten waren J.P. van Bruggen en Ad van der Steur.

## Geschiedenis
Aan de bouw waren jaren van heftige discussies voorafgegaan, tussen 1898 en 1910. Iedereen was het er wel over eens dat een nieuwe oeververbinding nodig was, omdat er files ontstonden voor de Willemsbrug en de Koninginnebrug. De discussie spitste zich dan ook vooral toe op de vraag of er een brug of tunnel moest worden gebouwd. Uiteindelijk is er een tijd een veerdienst geweest die ook auto's kon vervoeren, maar deze ferry-dienst kon de drukte bij de bruggen niet ontlasten. De gemeente Rotterdam kreeg uiteindelijk eind jaren twintig haar zin: een tunnel bleek financieel aantrekkelijker dan een brug, met name vanwege de grote hoogte, 60 meter, die een brug zou moeten krijgen om het scheepvaartverkeer niet te hinderen.
In 1998 schreef de Rotterdamse band The Amazing Stroopwafels een lied over de Maastunnel. In de clip die bij het nummer hoort is historisch beeldmateriaal te zien.

## De bouw
De Maastunnel werd gebouwd volgens de afzinkmethode. De afzonderlijke segmenten (caissons) voor de Maastunnel werden elders in een droogdok gebouwd, en zijn vervolgens naar de plaats van de tunnel gesleept en daar afgezonken. Deze methode zou later bij talloze andere Nederlandse tunnels worden toegepast. Om lekken te voorkomen is bij de Maastunnel rond de hele betonconstructie een bekleding van aaneengelaste staalplaten aangebracht. De Maastunnel is de eerste onderspoelde tunnel ooit gebouwd; na plaatsing in de bodem van de Maas werd zand onder en naast de tunnel gespoten. Hierdoor kon de riviertunnel in rechthoekig dwarsprofiel worden uitgevoerd. Voordien hadden dergelijke tunnels altijd een ronde buis.
Elk van de negen afgezonken delen van de Maastunnel heeft een lengte van 61,35 meter, een hoogte van 9 meter en een breedte van 25 meter. Daarin liggen naast elkaar twee buizen voor gemotoriseerd verkeer (met een doorrijhoogte van 4 meter), en daarnaast twee boven elkaar gelegen buizen voor (brom)fietsers en voetgangers, bereikbaar via houten roltrappen. Voor het controleren van de luchtkwaliteit in de tunnel bevond zich een laboratorium in een van de ventilatiegebouwen.
Inclusief toeritten is de Maastunnel 1373 meter lang. Het gesloten gedeelte is 1070 meter lang. Het diepste punt van de tunnel ligt circa 20 meter onder NAP. Bovengronds is de tunnel te herkennen aan de karakteristieke ventilatiegebouwen op de beide oevers, ook goed zichtbaar vanuit de Euromast, die zich vlak bij de tunnel bevindt. In aansluiting op de Maastunnel is door Rotterdam de Tunneltraverse aangelegd.

## Opening
De tunnel werd op 14 februari 1942 geopend. Dit geschiedde zonder ceremonieel, omdat men weigerde er een nazifeest van te maken. De eerste personen die door de Maastunnel gingen waren volgens overlevering Joop Otte, Dirk Bol en Cor Wiegman. Na de opening werd de veerdienst van het wagenveer tussen de Parkkade en Charlois opgeheven.

## Laatste bezettingsjaren
De Maastunnel was de eerste verkeerstunnel van Nederland. Aan het eind van de oorlog werd de Maastunnel voorbereid op de passage van trolleybussen. Hiervoor werd in de tunnel bovenleiding aangebracht. Hoewel er twee bussen gereed waren voor experimentele ritten, heeft er uiteindelijk nooit een trolleybus door Rotterdam gereden. In 1944 werd de Maastunnel door de Duitsers voorzien van explosieven, zodat de tunnel op elk gewenst moment kon worden opgeblazen. Dat is uiteindelijk niet gebeurd.

## Het gebruik door fietsers
Vooral in de jaren vijftig en zestig van de twintigste eeuw werd er massaal gebruikgemaakt van de Maastunnel door fietsers en bromfietsers. 's Morgens met drie van de vier roltrappen tegelijk van Zuid naar Noord en 's middags andersom. Om fietsers te dwingen in de rij te blijven werd aan beide zijden van de rij een politieman te paard ingezet. Er mag in de tunnel worden gefietst. Het gebruik van bromfietsen op fossiele brandstoffen is in de Maastunnel, in verband met de ventilatie, verboden: bromfietsers moeten de motor afzetten. Elektrische bromfietsen mogen wel op hun motor door de tunnel rijden. 

## Renovatie
Na 75 jaar intensief gebruik was de Maastunnel toe aan een grote renovatie. Daartoe was vanaf 3 juli 2017 de tunnel gedurende ruim twee jaar (tot 18 augustus 2019) voor het verkeer van noord naar zuid gesloten. In noordelijke richting bleef de tunnel in gebruik. In het eerste jaar werd de westelijke buis onder handen genomen, in het tweede jaar de oostelijke buis. Op sommige dagen werd de tunnel in beide richtingen gesloten. De fiets- en voetgangerstunnel bleef gewoon geopend tot 15 september 2019, in het jaar daarna werd deze tunnelbuis gerenoveerd.
In de afgesloten tunnelbuis werd betonrot gerepareerd, het wegdek vervangen, een deel van de gele wandtegels werd vervangen en ook werd de tunnel met nieuwe veiligheidssystemen geschikt gemaakt voor de huidige veiligheidsnormen.
Gedurende de werkzaamheden kon het verkeer van zuid naar noord gebruik blijven maken van de Maastunnel, mede om het Erasmus MC goed bereikbaar te houden. Het verkeer van noord naar zuid kon in de stad binnen de Ring Rotterdam gebruik maken van de Erasmusbrug en de Willemsbrug.
Na de renovatie is op 5 oktober 2019 de Maastunnel feestelijk heropend. Tijdens deze opening werd de verkeerstunnel onthuld als Rijksmonument door Claire-Lune van Arneman.
Vanaf 15 november 2019 werd in 11 maanden de voetgangerstunnel gerenoveerd. Op die dag startte ook de gratis veerdienst van Waterbus, die (alleen overdag) drie keer per uur voetgangers en fietsers naar de andere kant van de Nieuwe Maas bracht. Per overtocht konden zo'n 200 fietsers mee. Van de Sint Janshaven aan de zuidkant naar de Sint Jobshaven op de noordoever, vice versa. Het veer voer echter maar zeven maanden, omdat voetgangers de laatste vier maanden door de fietstunnel mochten lopen.

## Foto's en video

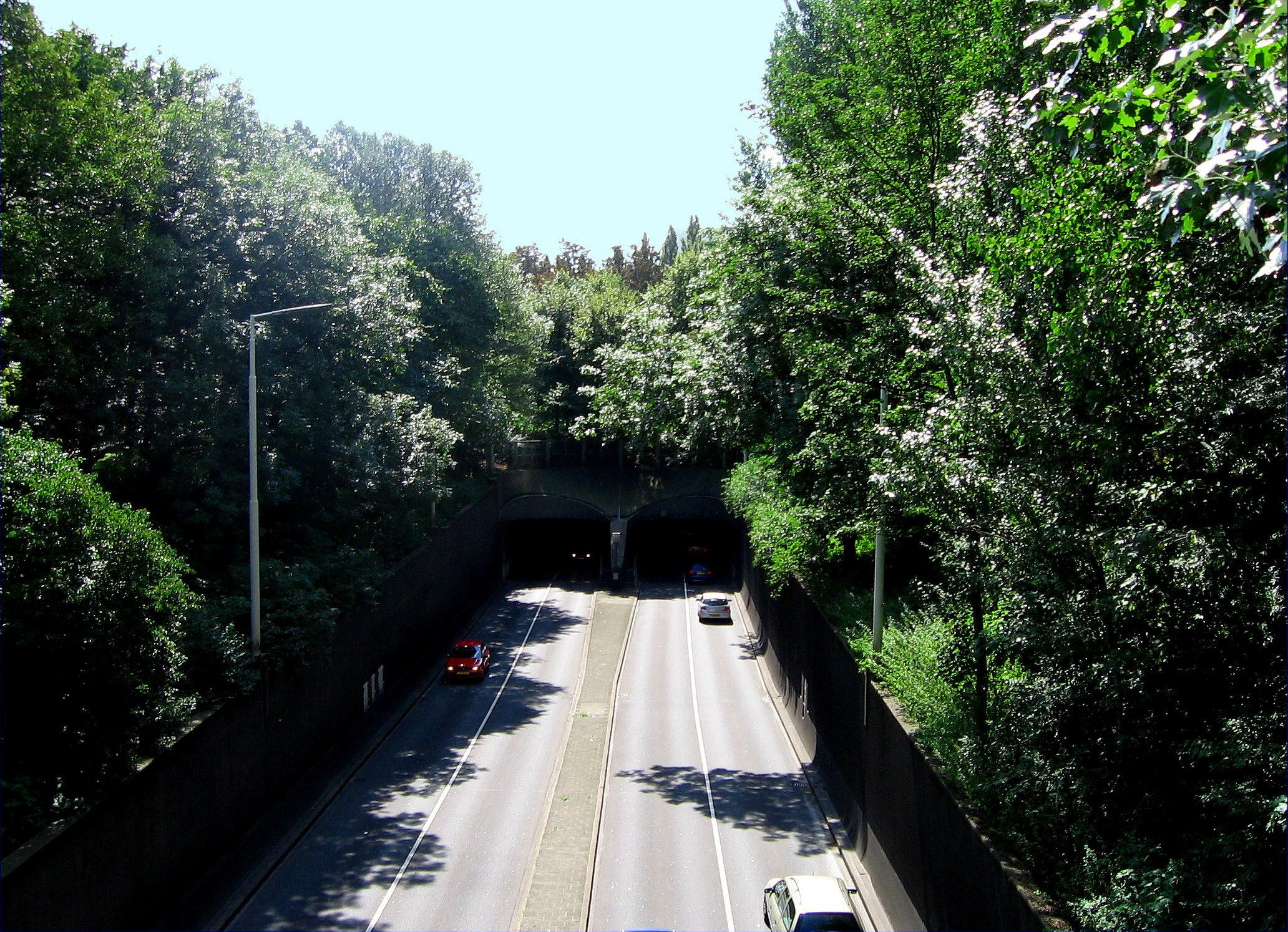
Ingang van de autotunnel op de noordzijde
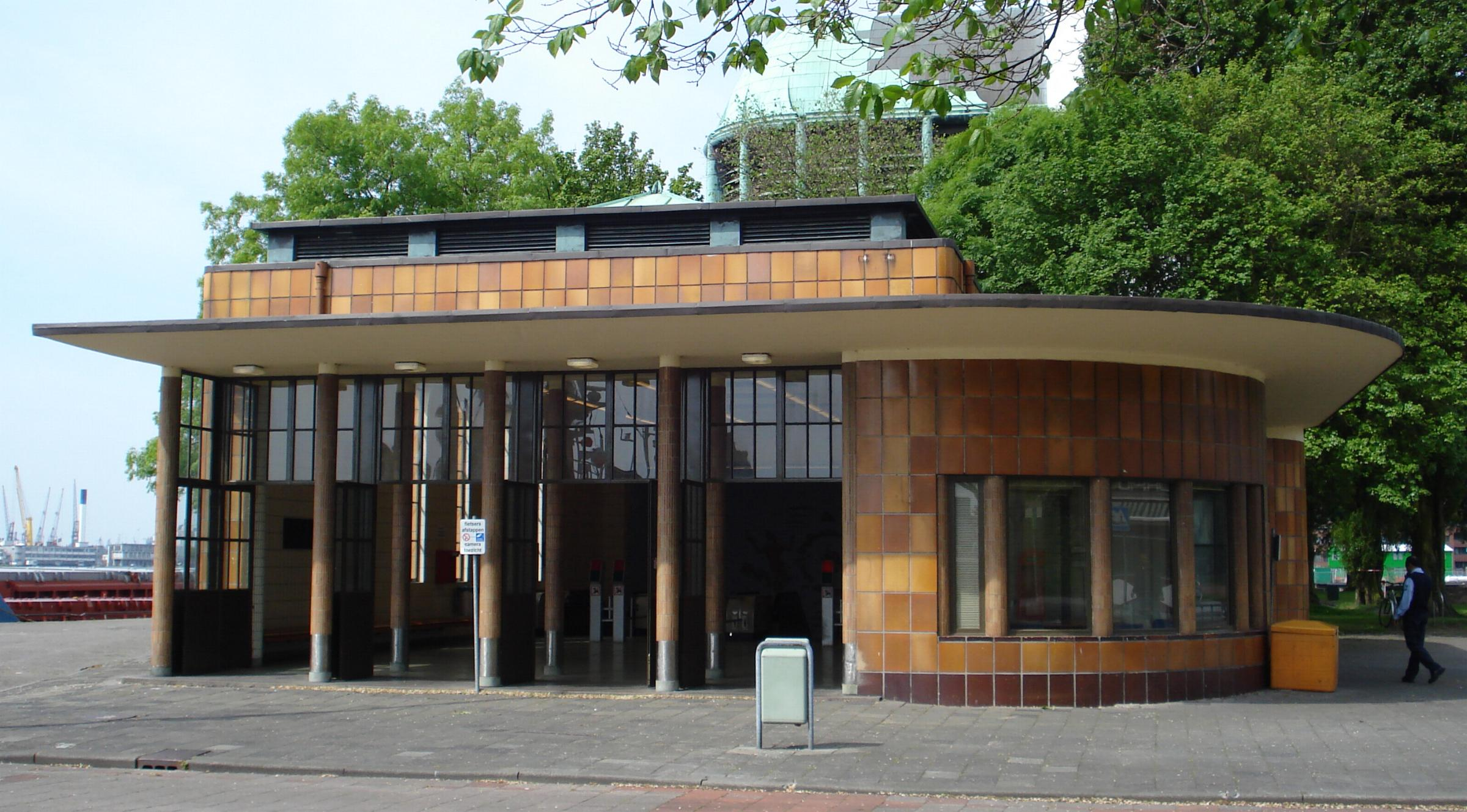
Noordelijke toegang voor fietsers en voetgangers
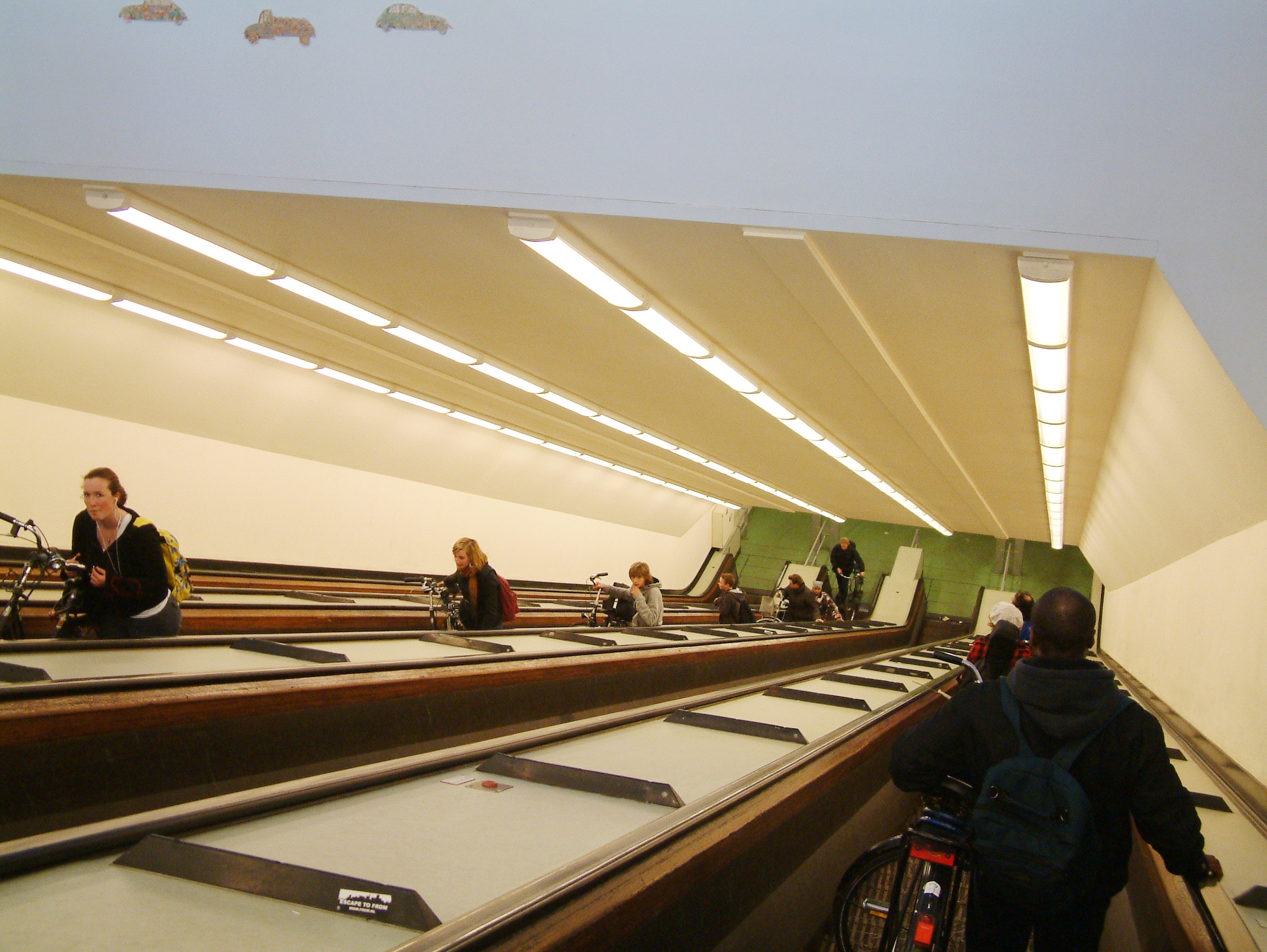
De houten roltrappen
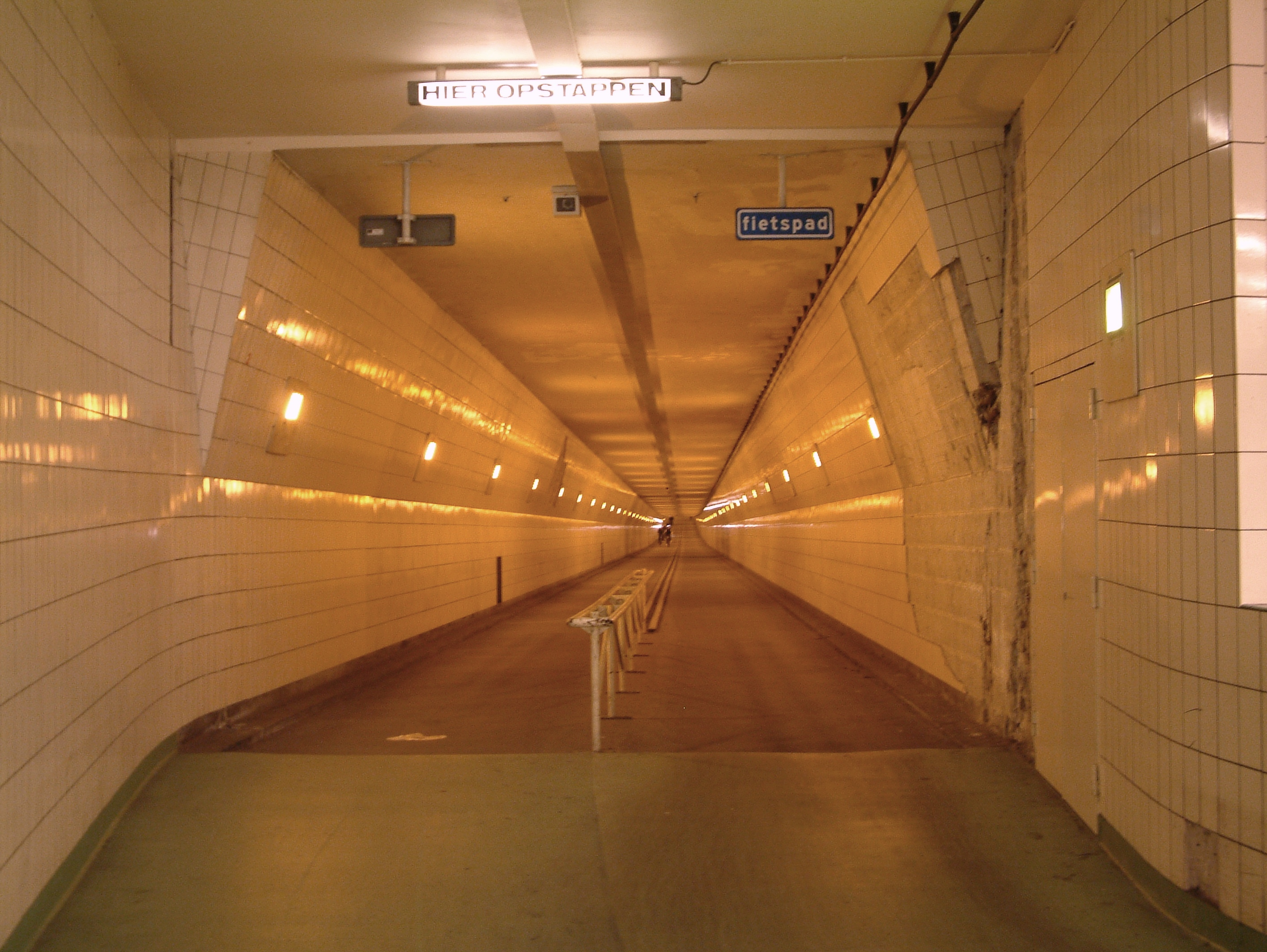
Fietstunnel
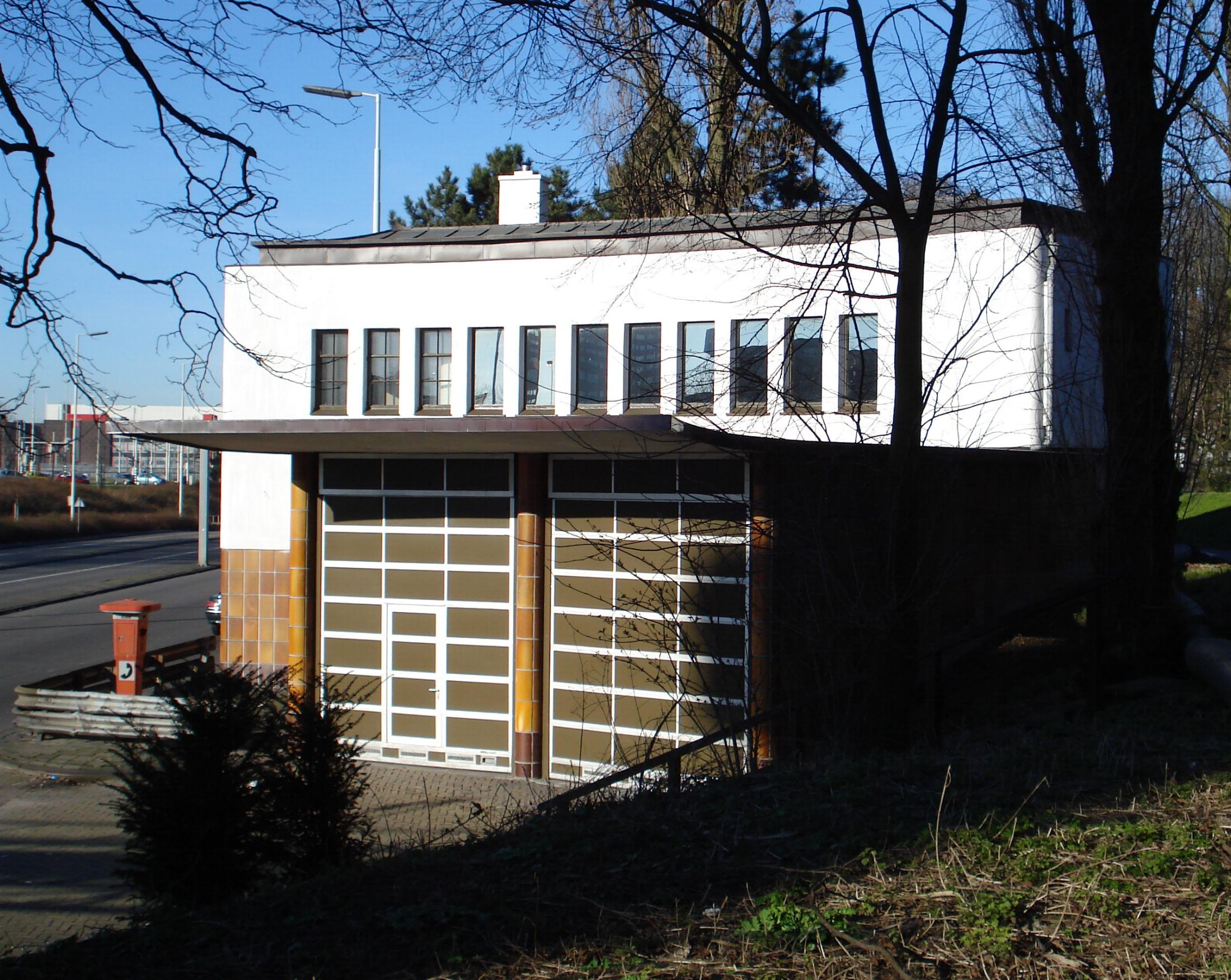
Garagegebouw van de sleepdienst
- Polygoonjournaal uit 1938 over de tunnelbouw